# الأثر البيئي لتوليد الكهرباء
الأثر البيئي لتوليد الكهرباء هو التأثير الناجم عن توليد الطاقة الكهربائية. تساهم محطات توليد الكهرباء في إحداث ضرر شديد للبيئة وذلك بسبب حرق مواد الخام مثل الفحم الحجري، والوقود، والنفط. تستخرج هذه المواد من باطن الأرض بشكل عام، وهذا يحصل عندما تحترق المواد فينتج غاز يحتوي على مواد سامة مثل ثاني أكسيد الكربون.

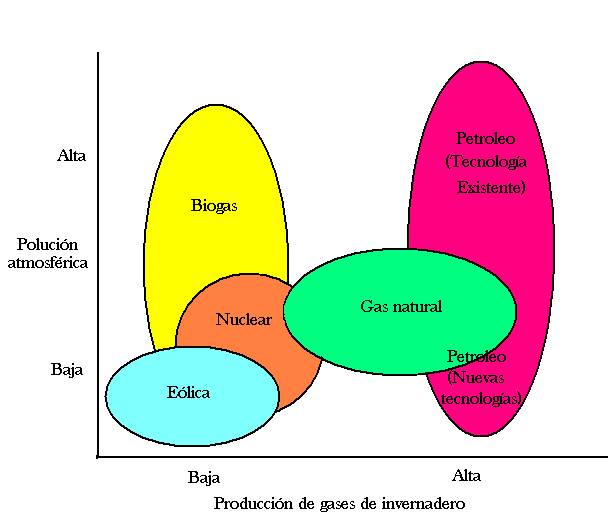

بعض هذه الغازات الناتجة عن احتراق المواد الخام التي تسبب ارتفاعًا بدرجة حرارة الأرض مما يساهم بشكل مباشر بزيادة الاحتباس الحراري. يسبب هذا الاحتراق أيضًا تلوثًّا كبيرًا للهواء الذي يستنشقه البشر والكائنات الأخرى مما يعرض صحتهم للخطر، كما ان هذا الهواء الموجود في الجو لسنا وحدنا من نستنشقه فهنالك النباتات والحيوانات فهي جميعها تتضرر بشكل مباشر.
يتم حرق الوقود واستغلال الكهرباء بشكل كبير جدا في الدول المتطورة نسبة للدول النامية، ولكن كون الضرر البيئي لا يؤذينا فقط بل يؤذي الجميع فان على المجتمع التعاون معا والمحافظة على بيئة نظيفة.

## حلول لتقليل الضرر البيئي
- زراعة الأشجار: تمتصّ الأشجار ثاني أكسيد الكربون عن طريق عمليّة البناء الضوئيّ؛ إذ إنَّ شجرةً واحدةً قادرةٌ على امتصاص طنّ واحد من ثاني أكسيد الكربون.
- التوعية لاستهلاك الكهرباء: وذلك عن طريق عمل ورشات توعيه للناس والطلاب بالمدارس يكون نصها عن التقليل من استهلاك الكهرباء.
- استبدال المصابيح الكهربائيّة العاديّة واستخدام مصابيح متطورة اقل ضرراً للبيئة.
- استخدام الطاقة المتجدده مثل (الطاقة الكهرومائية-طاقه الرياح-الطاقة الشمسيه)